# Lispe nana
Lispe nana este o specie de muște din genul Lispe, familia Muscidae, descrisă de Macquart în anul 1835. Conform Catalogue of Life specia Lispe nana nu are subspecii cunoscute.